# 雷克
雷克是德国北莱茵-威斯特法伦州的一个市镇。总面积53.62平方公里，总人口11438人，其中男性5695人，女性5743人（2011年12月31日），人口密度213人/平方公里。